# Chimarra ranuka
Chimarra ranuka là một loài Trichoptera trong họ Philopotamidae. Chúng phân bố ở miền Australasia.